# Paul Harrington
Paul Harrington (Dublin, 1960-) é um cantor e músico irlandês que com Charlie McGettigan, venceu o Festival Eurovisão da Canção 1994.
A canção vencedora nessa competição foi Rock 'n' Roll Kids, cuja letra e música eram de Brendan Graham. Harrington and McGettigan foram o primeiro grupo na história da Eurovisão a obter mais de 200 pontos (226) e a sua vitória foi a terceira consecutiva para a Irlanda.
Em 1991, Harrington lançou o álbum album—What I'd Say—constituído por 12 faixas, das quais ele compôs cinco, pela editora Eaton Records.
Harrington participou como vocalista  na produção de Michael Flatley Celtic Tiger.
Em maio de 2008, Harrington lançou "A Collection", uma compilação composta por 18 canções favoritas dele, incluindo uma nova versão de  "What I'd Say" e uma interpretação de  "Wake up Everybody" (música de of Harold Melvin And The Blue Notes) que foi lançado como single em outubro de 2008.